# Alfred Kelbassa
Alfred Kelbassa est un footballeur allemand né le 21 avril 1925 à Gelsenkirchen-Buer et mort le 11 août 1988 à Dortmund.
Il évolue au poste de milieu de terrain du milieu des années 1940 au début des années 1960 notamment au Borussia Dortmund avec lequel il remporte trois titres de champion d'Allemagne en 1956, 1957, et 1963.
Il compte six sélections pour deux buts inscrits en équipe nationale avec laquelle il termine quatrième de la Coupe du monde de football 1958.

## Palmarès
- Champion d'Allemagne en 1956, 1957, et 1963 avec le Borussia Dortmund
- Quatrième de la Coupe du monde de football 1958 avec la RFA
- Meilleur buteur de l'Oberliga Ouest en 1957 (30 buts) et en 1958 (24 buts)